# Línia C1 (EMT València)

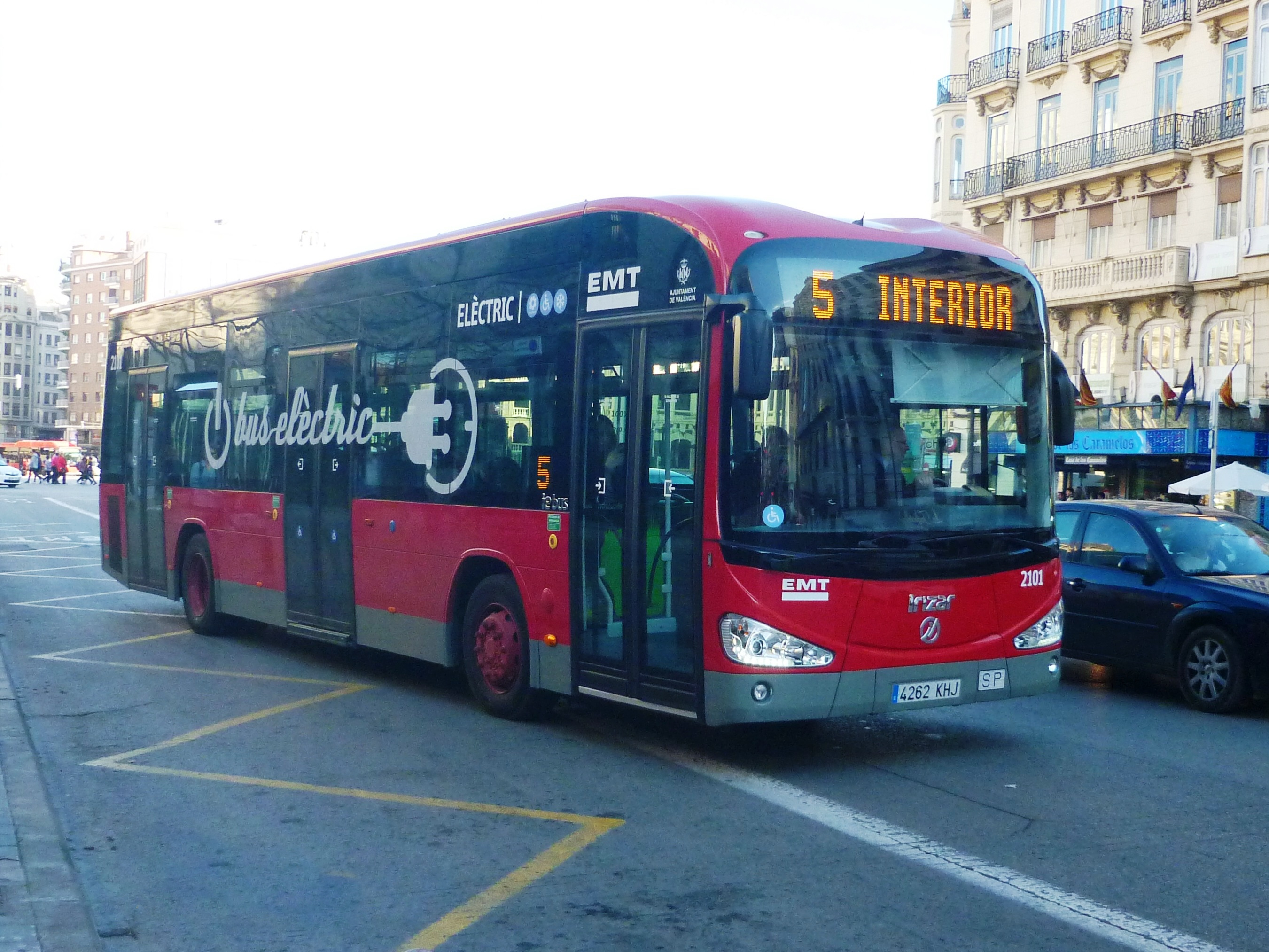
Irizar I2 (2101) prestant servici a la L5 a Xàtiva-Lluís Vives (2018)

La línia C1 - Centre Històric és una línia d'autobusos circular de l'Empresa Municipal de Transports de València (EMT) que entrà en servici el 20 de març de 2020, reemplaçant l'antiga línia 5. És una de les línies de transport públic més antigues de València, tenint el seu origen al segle XIX i havent funcionat amb tramvies (de cavalls i elèctrics) i troleibusos a més dels actuals autobusos.

## Recorregut

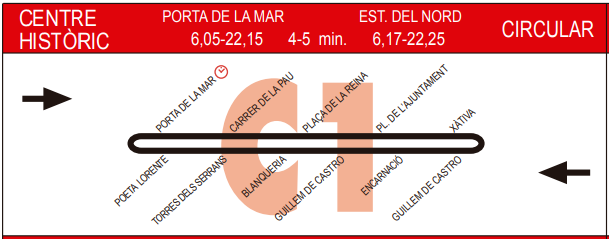
Esquema de ruta de la línia (2020)

Des dels seus orígens, el recorregut de la línia ha estat circular. L'any 2024 la línia comptava amb dues capçaleres o "parades de regulació", com les anomena l'empresa: a Xàtiva - Institut Lluís Vives (estació del nord) i a Blanqueria - Pare d'Òrfens (torres dels serrans). Des de l'estació del nord, el recorregut comença al carrer de Xàtiva per a continuar pels carrers de Guillem de Castro i la Blanqueria fins a arribar a les torres dels serrans; des d'aquestes, l'itinerari continua pels carrers del Comte de Trènor, del Pintor López, les places del Temple i de Tetuan, el carrer del General Palanca, la plaça de la Porta de la Mar, el carrer de Colón i, acabant-ne, el carrer de Xàtiva.

## Història

Línia 5 de CTFV (tramvia) a les torres de Quart (1950)

La línia 5 fou creada com una línia de tramvia per la Societat Valenciana de Tramvies (SVT) el 15 d'agost de 1885 amb el nom de "Circumval·lació" i per l'any 1916 ja era de tracció elèctrica. El 8 d'octubre de 1969 la línia 5 passà d'utilitzar tramvies a troleibusos, continuant la circulació de la línia en dos sentits inversos. El 22 de maig de 1976 però, la línia passà a estar formada per autobusos en el sentit de circulació actual, ja que al febrer d'aquell any la ronda interior s'havia transformat en via d'únic sentit. El maig de 2005 és la primera línia de l'EMT en aconseguir el certificat de qualitat AENOR UNE EN 13816. El maig de 2010 canvia els Mercedes-Benz Citaro pels nous Irisbus Citelis propulsats a GNC i canvia el seu punt de regulació al carrer de Xàtiva, al costat de l'institut Lluís Vives.
L'actual línia C1 va ser creada el 20 de març de 2020 fruit de la conversió en zona per a vianants de la plaça de l'Ajuntament. La C1 ve a substituir l'antiga línia 5, la qual anava de similar manera per la perifèria del nucli antic del districte de Ciutat Vella, iniciant el seu recorregut en el carrer Guillem de Castro, passant per Blanqueries, Torres de Serrans, Comte Trénor, Pintor López, Plaça de Tetuan, General Palanca i el comercial carrer Colom i el carrer Xàtiva, on se situa l'Estació del Nord i la Plaça de Bous. Tenia un total de 16 parades. Des de la seua posada en servei, la línia ha perdut passatgers respecte a l'antiga línia 5 i ha sigut criticada pels comerciants de la zona i per l'oposició a l'ajuntament de València. El 12 de novembre de 2024, el recorregut de la C1 tornà a ser de manera provisional el de l'original línia 5, és a dir, envoltant per la ronda interior tot el districte de Ciutat Vella; açò fou per la necessitat de l'EMT de dotar de cotxes de la C1 altres línies a causa de la gota freda de 2024.

## Parades
| Codi | Parada                                     | Correspondència                   | Km   |
| ---- | ------------------------------------------ | --------------------------------- | ---- |
| 2277 | Xàtiva - Institut Lluís Vives              | 7 9 10 11 28 31 60 62 70 71 72 73 | 0,0  |
| 1520 | Sant Agustí                                | 28 60 62 70 72                    | 0,0  |
| 1766 | Guillem de Castro - Comissaria de Policia  | 11 28                             | 0,0  |
| 792  | Encarnació - Guillem de Castro             | 28                                | 0,0  |
| 793  | Torres de Quart                            | 28                                | 0,0  |
| 795  | Guillem de Castro - Centre la Beneficència | 28                                | 0,0  |
| 796  | IVAM                                       |                                   | 0,01 |
| 1305 | Guillem de Castro - Na Jordana             | 28 95                             | 0,01 |
| 1959 | Blanqueria - Pare d'Òrfens                 | 28 95                             | 0,01 |
| 771  | Torres dels Serrans                        | 28 95                             | 0,38 |
| 773  | Plaça del Temple                           | 6 11 16 26 28 C2 94 95            | 0,73 |
| 2223 | Tetuan (exterior)                          | 28 71 81 94 95                    | 0,84 |
| 2258 | Colón - Porta de la Mar                    | 10 28 70 71                       | 1,17 |
| 2259 | Colón - Metro Colón                        | 8 10 28 40 71 81                  | 1,41 |
| 2260 | Colón - Pascual i Genís                    | 8 10 28 40 71 81                  | 1,81 |